# Oricourt
Oricourt är en kommun i departementet Haute-Saône i regionen Bourgogne-Franche-Comté i östra Frankrike. Kommunen ligger i kantonen Villersexel som tillhör arrondissementet Lure. År 2022 hade Oricourt 34 invånare.

## Befolkningsutveckling
Antalet invånare i kommunen Oricourt
| Referens: INSEE |